# Regal Beloit
Regal Beloit est une entreprise américaine spécialisée dans la fabrication de moteurs électriques.

## Histoire
En février 2021, Regal Beloit et Rexnord annoncent la fusion de leurs activités de Process and motion control valorisées 3,7 milliards de dollars.